# Live 30%
Live 30% – pierwsze wydawnictwo DVD polskiej grupy muzycznej Bracia Figo Fagot. Wydawnictwo ukazało się 26 marca 2014 roku nakładem wytwórni muzycznej S.P. Records. Album zawiera zapis wideo jednego z koncertów, który odbył się w warszawskim klubie Stodoła.

## Lista utworów
1. BFF
2. Hot-dog
3. Małgoś
4. Już Polane Stoi Szkło
5. Gdybym Zgolił Wąs
6. Teresa
7. Bujaj Łbem Do Przodu
8. Bożenka
9. Pisarz Miłości
10. Pościelówa
11. Mamuniu Miła
12. Zobacz Dziwko Co Narobiłaś
13. Wóda Zryje Banię
14. Disco Comando
15. Ballada O Stachu Żołnierzu
16. Świnki I Damy
17. Elegancja Francja
18. Beata Paulina
19. Piękna Dziewczyno
20. Jagiełło
21. Bal Jak Bal
22. Pioseneczka O Woreczku Mosznowym
23. Wesele
24. + Bisy

## Twórcy albumu
- Kamery – Arek Szymański, Jakub Lada, Krystian Andrzejewski, Marcin Szymański, Tomek Lechicki
- Realizacja Oświetlenia – Krzysztof Robak
- Mastering I Authoring DiViDi – "Dziki Piec Burak"
- Zdjęcia - Konrad Jaraszek
- Produkcja, Edycja Video, Koloryzacja – Arek Szymański
- Realizacja, Edycja, Mastering Dźwięku – Marcin Ptak
- Scenografia – Arek Szymański
- Bartosz Walaszek – instrumenty klawiszowe, wokal prowadzący i wspierający
- Piotr Połać – wokal prowadzący i wspierający